# Northampton Castle

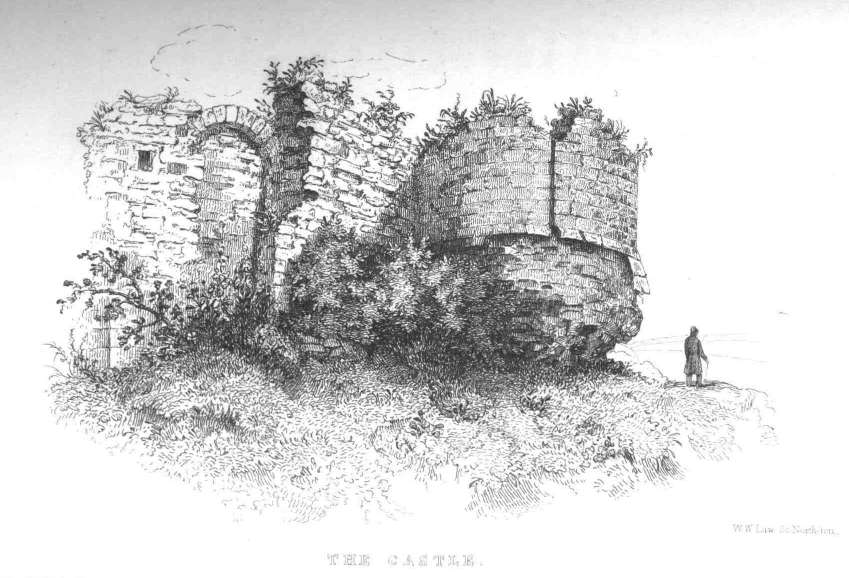
Reste einer Bastion am Northampton Castle.

Northampton Castle war eine der bekanntesten normannischen Burgen in England. Sie wurde wahrscheinlich von Simon I. de Senlis, dem ersten Earl of Northampton, ab dem Jahr 1084 errichtet. Der Bau dauerte mehrere Jahre. Im Domesday Book von 1086 findet sie noch keine Erwähnung. Die Burganlage befand sich außerhalb des westlichen Stadttores und wurde auf drei Seiten von tiefen Gräben geschützt. Ein Zufluss der Nene bot eine natürliche Barriere auf der westlichen Seite. Die Burg hatte einen großen Bergfried und ein umfangreiches Vorfeld. Die Tore waren mit Erdverstärkungen geschützt. Das Schloss wurde im 19. Jahrhundert überbaut: die West Coast Main Line wurde im 19. Jahrhundert auf der Burganlage zunächst unter der Bezeichnung Northampton Castle Station errichtet.

## Geschichte

### Frühzeit
In der Regierungszeit Heinrichs II. war die Burg in den Händen der Krone. In den Bürgerkriegen zwischen König Johann und seinen Baronen verwendet die letzteren sie als Trutzburg.
1164 wurde Thomas Becket auf der Burg vor dem Großen Rat angeklagt. Als Mönch verkleidet floh Becket nach Frankreich.
1264 wurde die Burg Besitz der eidgenössischen Barone und wurde von Simon de Montfort regiert. Als der König die Garnison geschlagen hatte, kam das Schloss wieder in den Besitz der Krone. Drei Jahre später, in der Regierungszeit von König Eduard III., beanspruchte Thomas Wake als Sheriff von Blisworth die Burg für sein County.
1662 wurden auf Befehl des Königs Teile der Burg sowie die Mauern und Tore der Stadt geschleift. Bis 1675 dienten die restlichen Teile der Festung als Bezirksgefängnis.

### Viktorianische Ära

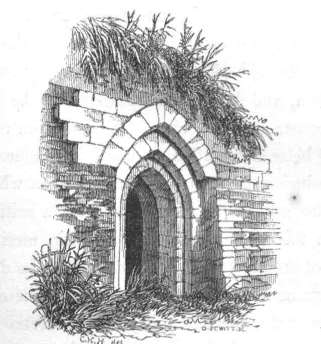
Altes Eingangsportal am Northampton Castle.

Bis 1879 standen noch die südlichen und westlichen Seiten der Burg sowie ein Teil einer Bastion auf der Südseite, dem früheren Gefängnis.
Die Hauptlinie der Eisenbahn von London-Euston, die West Coast Main Line, endete ca. 10 km südlich der Stadt. Im Jahre 1879 wurde eine Schleife der Linie nach Northampton über den Resten der Burg gebaut. Die einzigen überlebenden Gebäudeteile waren einige Erdwälle neben der St. Andrews Road und das umgesetzte Tor, ein Minor Archway, an der Hauptstraße gegenüber der Haltestelle.
Der Bahnhof wurde 1963–1964 umgebaut und das Suffix 'Castle' entfernt.

### 21. Jahrhundert
Eine Gemeinschaft Ehrenamtlicher namens Friends of Northampton Castle (FONC) wurde gegründet, um das Schloss zu erhalten und Informationen über die Geschichte des Ortes und der Burg zu bewahren. Im Juli 2012 beauftragte FONC eine 3D-Rekonstruktion des Schlosses, die auf Youtube veröffentlicht wurde.